# Barranc del Pont de Fusta
El Barranc del Pont de Fusta és un barranc de l'antic terme de Suterranya, actualment inclòs en el terme municipal de Tremp, al Pallars Jussà. És termenal en quasi tot el seu recorregut entre Tremp i Isona i Conca Dellà, dins de l'antic terme d'Orcau.
S'origina al vessant nord-est del Puig Falconer, a 779 m. alt., lloc des del qual davalla cap al sud. Cap a la meitat del seu recorregut rep per l'esquerra el barranc de Ferreres, i el seu curs s'inclina més cap al sud-oest. Cap al final, rep per la dreta la llau del Bas, i s'aboca en el riu d'Abella a llevant del pont de la carretera C-1412b damunt d'aquest riu.